# Сотенний писар
Сотенний писар — представник військової та цивільної адміністрації полку в Гетьманщині у 17-18 століттях. Сотенний писар вів діловодство сотні і відав сотенною канцелярією. В сотенного писаря були помічники канцеляристи. Сотенний писар відповідав за ведення документації сотні.